# Conosia malagasya
Conosia malagasya är en tvåvingeart som beskrevs av Charles Paul Alexander 1921. Conosia malagasya ingår i släktet Conosia och familjen småharkrankar.
Artens utbredningsområde är Madagaskar. Inga underarter finns listade i Catalogue of Life.